# Жалейка
Жале́йка, брёлка — духовой народный музыкальный инструмент с одинарной тростью. Был распространён среди русских и белорусов. Другие исторические названия: жаломейка, пищик.

## Этимология
Слово «жалейка» — восточнославянского происхождения (укр. жалійка, бел. жалейка, жулейка). Образовано от однокоренных слов: «жалить» — приводить в жалость, оплакивать; «жалиться» — стонать; «жалкий» — печальный.
Владимир Михневич указывает на однородность корня «жалейка» и «жальник» (могила древнего славянина) и высказывает предположение, что инструмент этот был в употреблении на поминках.
Термин «жалейка» в российской органологии часто применяется почти ко всем разновидностям русских народных духовых язычковых инструментов.

## История
Первоначально — пастушечий инструмент для зазывания скота. Был широко распространён на территориях современных России, Белоруссии, Украины, Литвы.
Сегодня представлен только в народных ансамблях.
Первое упоминание о жалейке есть в записях А.Тучкова, относящихся к концу XVIII века, хотя называет он её свирелью.
Наряду с шалюмо и венгерским тарогато жалейка считается предшественницей современного кларнета.
До конца XX века в народной культуре применялась двойная или парная жалейка. Этот инструмент с двумя игровыми деревянными трубками и общим берестяным раструбом, предназначен для игры на открытом воздухе.
В. В. Андреев в начале XX века, ввел в музыкальный мир инструмент с одной игровой трубкой и раструбом из рога, его стали использовать в ансамблях и оркестрах русских народных инструментов.

## Описание
Изготавливается из тростниковой (камышовой) трубки, ивы или бузины, с раструбом из коровьего рога или бересты. Длина 10—20 см, количество игровых отверстий от трёх до семи. Звукоряд диатонический в пределах октавы, расположенной в основном в октавах с первой по третью. Звучание громкое и резкое, без динамических оттенков.
Существуют парные жалейки с двумя пищиками и соединёнными вместе трубками, но общим раструбом. Количество отверстий 2 и 5, 3 и 5, 3 и 6. Иногда к ней крепили колокольчик. Парные жалейки были распространены в основном в южных районах России, а одинарные — в северных.
На жалейке играют сольно, дуэтом или в ансамбле. Исполняют мелодии песен и наигрыши.

## Брёлка
Брёлка — региональное название жалейки в Тверской области. Своё название она получила по материалу изготовления — бредины, местного названия ивы.
В 1897 году по инициативе В. В. Андреева для его Великорусского оркестра мастер фабрики духовых инструментов Юлиуса Генриха Циммермана Алоиз Гёрль создал усовершенствованную брёлку с двойной тростью и дополнительными клапанами для возможности извлечения хроматического звукоряда.Такая брёлка обладает значительно более мягким и динамичным звучанием, по сравнению с жалейкой или брёлкой с одинарной тростью.